# Echte miljoenpoten
De echte miljoenpoten (Julidae) vormen een familie van miljoenpoten binnen de orde Julida met meer dan 600 soorten in ongeveer 20 geslachten. De leden zijn grotendeels beperkt tot het West-Palaearctisch gebied, met slechts een paar soorten die zich uitstrekken tot in het oosterse en Afrotropisch gebied. Ze zijn verenigd door een karakteristieke vorm van de monddelen en zijn ingedeeld in de superfamilie Juloidea van de orde Julida, naast de families Trichoblaniulidae, Rhopaloiulidae en Trichonemasomatidae..

## Kenmerken
Deze rolronde dieren hebben vrij lange, dunne antennen en een meestal bruin, grijs of zwart lichaam. Sommigen hebben rode, roomwitte of bruine stippen. De lichaamslengte varieert van 0,8 tot 8 cm.

## Voortplanting
De eieren worden afgezet in een ondergronds nest. De larven doorlopen in het algemeen 7 ontwikkelingsstadia.

## Verspreiding en leefgebied
Deze familie komt voor in Europa en Azië in aarde, bladstrooisel, grotten, onder stenen en rottend hout.

## In Nederland waargenomen soorten
- Genus: Allajulus
  - Allajulus nitidus - (Knikstaartje)
- Genus: Brachyiulus
  - Brachyiulus pusillus - (Kleine Tweestreep)
- Genus: Cylindroiulus
  - Cylindroiulus apenninorum - (Haagse Kronkel)
  - Cylindroiulus arborum - (Zuidelijke Kronkel)
  - Cylindroiulus britannicus - (Britse Kronkel)
  - Cylindroiulus caeruleocinctus - (Brede Kronkel)
  - Cylindroiulus latestriatus - (Zandkronkel)
  - Cylindroiulus parisiorum - (Stipkronkel)
  - Cylindroiulus punctatus - (Knotskronkel)
  - Cylindroiulus truncorum - (Stompe Kronkel)
  - Cylindroiulus vulnerarius - (Blinde Kronkel)
- Genus: Enantiulus
  - Enantiulus nanus - (Tweestaartje)
- Genus: Julus
  - Julus scandinavius - (Grote Knotspoot)
- Genus: Leptoiulus
  - Leptoiulus belgicus - (Streephaakpoot)
  - Leptoiulus kervillei - (Stompe haakpoot)
  - Leptoiulus proximus - (Oostelijke Haakpoot)
- Genus: Megaphyllum
  - Megaphyllum projectum - (Tweestaartkronkel)
- Genus: Ommatoiulus
  - Ommatoiulus rutilans - (Dikkronkel)
  - Ommatoiulus sabulosus - (Grote Tweestreep)
- Genus: Ophyiulus
  - Ophyiulus pilosus - (Slanke haakpoot)
- Genus: Pachyiulus
  - Pachyiulus flavipes
- Genus: Tachypodoiulus
  - Tachypodoiulus niger - (Witpootkronkel)
- Genus: Xestoiulus
  - Xestoiulus laeticollis - (Veenkronkel)